# Liste der Monuments historiques in Joncreuil
Die Liste der Monuments historiques in Joncreuil führt die Monuments historiques in der französischen Gemeinde Joncreuil auf.

## Liste der Immobilien
| Bezeichnung               | Beschreibung           | Standort           | Kennzeichnung | Schutzstatus | Datum | Bild           |
| ------------------------- | ---------------------- | ------------------ | ------------- | ------------ | ----- | -------------- |
| Kirche St-Pierre-ès-Liens | ab dem 12. Jahrhundert | Rue Drisson (Lage) | PA00078125    | Inscrit      | 1988  | weitere Bilder |
| Friedhofskreuz            | bezeichnet 1656        | Rue Drisson (Lage) | PA00078124    | Inscrit      | 1988  | weitere Bilder |

## Liste der Objekte
| Bezeichnung               | Beschreibung                               | Standort                                | Kennzeichnung | Schutzstatus | Datum | Bild |
| ------------------------- | ------------------------------------------ | --------------------------------------- | ------------- | ------------ | ----- | ---- |
| Kruzifix                  | Holz, farbig gefasst, 16. Jahrhundert      | in der Kirche St-Pierre-ès-Liens (Lage) | PM10000948    | Classé       | 1960  |      |
| Skulptur Heilige Barbara  | Kalkstein, farbig gefasst, 17. Jahrhundert | in der Kirche St-Pierre-ès-Liens (Lage) | PM10000951    | Classé       | 1960  |      |
| Skulptur Madonna mit Kind | Kalkstein, farbig gefasst, 17. Jahrhundert | in der Kirche St-Pierre-ès-Liens (Lage) | PM10000950    | Classé       | 1960  |      |
| Skulptur Petrus           | Kalkstein, farbig gefasst, 17. Jahrhundert | in der Kirche St-Pierre-ès-Liens (Lage) | PM10000949    | Classé       | 1960  |      |